# Nick Viergever
Nick Viergever (* 3. srpna 1989, Capelle aan den IJssel, Nizozemsko) je nizozemský fotbalový obránce a reprezentant, který v současnosti působí v klubu AFC Ajax.

## Klubová kariéra
Profesionální fotbalovou kariéru zahájil v sezóně 2008/09 v klubu Sparta Rotterdam. V letech 2010–2014 hrál za AZ Alkmaar, s nímž v sezóně 2012/13 získal KNVB beker (nizozemský fotbalový pohár). V létě 2014 přestoupil do Ajaxu Amsterdam.

## Reprezentační kariéra
Nick Viergever hrál za nizozemskou jedenadvacítku (tzv. Jong Oranje).
V A-mužstvu Nizozemska debutoval 15. 8. 2012 pod trenérem Louisem van Gaalem v přátelském zápase v Bruselu proti týmu Belgie (prohra 2:4).